# Der Günstling von Schönbrunn
Der Günstling von Schönbrunn ist ein überwiegend stummer deutscher Spielfilm aus dem Jahre 1929 unter der Regie von Erich Waschneck und Max Reichmann, der die Tonfilmszenen betreute. Iván Petrovich und Lil Dagover sind in den Hauptrollen besetzt.

## Handlung
Österreich und Ungarn, in den 1740er Jahren. Auf einem halbverfallenen Schloss in der ungarischen Puszta residiert mehr schlecht als recht der Panduren-Oberst Baron von Trenck. Eines Tages muss er zwei vornehme Damen aus den Händen von raubenden Zigeunern retten. Rasch verliebt er sich in eine der Damen, die von sich behauptet, dass sie die Gattin eines Wiener Juweliers sei. Als man sich wieder voneinander verabschieden muss, schenkt sie Trenck aus Dankbarkeit für die mannhaft-tapfere Rettungsaktion einen kostbaren Ring. Fasziniert von der schönen Unbekannten begibt sich Oberst Trenck eines Tages hoch zu Ross nach Wien, um die Dame seines Herzens zu suchen. Schließlich erhält der Baron eine Einladung an den Hof von Schloss Schönbrunn und wird der Kaiserin Maria Theresia vorgestellt. Trenck glaubt seinen Augen nicht zu trauen: es ist diejenige Dame, der er sein Herz geschenkt hat, und ihre Begleitung ist niemand anderes als ihre Hofdame, Gräfin Nostiz.
Für Trenck stürzt kurzzeitig eine Welt zusammen, weiß er doch, dass die Kaiserin seines Herzens stets für ihn unerreichbar sein wird. Um ihr seine Loyalität und Verehrung zu erweisen, stellt sich Oberst Trenck als Freiwilliger bereit, gegen die das Land bedrohenden Türken zu Felde zu ziehen. Ehe er in den Krieg zieht, geht Trenck eines Abends zum Glücksspiel. Zu seinem größten Unglück verliert er dabei das kaiserliche Geschenk, den Ring, an einen Kameraden, der von Maria Teresias Gatte, Kaiser Franz, den Auftrag bekam, diesen Ring, einst ein Geschenk Franzens an die Kaiserin, wieder abzujagen. Trenck will den Ring unbedingt zurück erlangen, doch der neue Besitzer verweigert sich diesem Wunsch und verteidigt seinen neuen Besitz sogar mit dem Degen in der Hand. Dieses Degenduell führt dazu, dass Trenck seinen Kommandeursposten verliert. Dennoch kämpft er äußerst tapfer und kann einen großen Sieg verbuchen. Da sich Trenck aber über einen Befehl hinweggesetzt hat, wird er trotz des glorreichen Schlachtenausgangs mit Festungshaft bestraft. Doch seine Kaiserin hat ihm längst verziehen und verhilft ihrem Günstling zur Flucht. Schließlich verkuppelt die Herrscherin ihren tollkühnen Husaren mit der noch ledigen Gräfin Nostiz.

## Produktionsnotizen
Der Günstling von Schönbrunn entstand vor allem im Mai und Juni 1929. Da sich in der zweiten Hälfte desselben Jahres der Tonfilm allmählich durchzusetzen begann, wurden im September 1929 noch mehrere Tonfilmpassagen nachgedreht, um diesen weitgehenden Stummfilm doch noch als „Tonfilm“ zu verkaufen. In seiner stummen Fassung passierte Der Günstling von Schönbrunn die Zensur am 14. August 1929 und erhielt Jugendverbot. Zu diesem Zeitpunkt war der Streifen 2721 Meter lang, verteilt auf sieben Akte. Als „Tonfilm“ wurde Der Günstling von Schönbrunn der Zensur am 25. Oktober 1929 präsentiert. Zu diesem Zeitpunkt maß er nur noch 2521 Meter, verteilt auf weiterhin sieben Akte.
Die Uraufführung (als Stummfilm) erfolgte am 30. August 1929 in Leipzig, die Berliner Erstaufführung am 16. September desselben Jahres. Am 4. November 1929 konnte man den Günstling von Schönbrunn auch mit Ton- und Geräuscheffekten als „Tonfilm“ in Augenschein nehmen.
Georg Witt hatte die Produktionsleitung. Alfred Junge und Erich Czerwonski zeichneten für die Filmbauten verantwortlich.
Zusätzliche Beteiligte an der Tonfilm-Version waren u. a. der Tonexperte Guido Bagier, der Komponist Fritz Wenneis, der Produktionsleiter Ludwig Behrends und Andrew Marton.
Für das englischsprachige Publikum wurde auch eine entsprechende Fassung unter den Titeln The Second Kiss und The King of the Empress hergestellt. Diese lief am 15. April 1930 in London an. Das französischsprachige Publikum konnte den Streifen in der entsprechenden Fassung La baue impériale sehen. In Österreich lief der Film unter dem Titel Maria Theresia, weitere Titel waren Trenck, der Pandur, Die Kaiserin, Der Ring der Kaiserin, Der König der Kaiserin sowie Der Kaiserring.

## Kritiken
„Der Günstling von Schönbrunn … ist ein Tonfilmgedudel rings um den Liebesroman Maria Theresias mit dem Obersten Trenck, eine sanft dahintänzelnde Hofintrige, mit Reifröcken, die wie auf Rädern durch die Geschichte gleiten, mit Gavotten, Menuetts, und einigen Gesangseinlagen des hörbar bewegten Pandurenhäuptlings Ivan Petrovich, der ebenso wie die majestätisch zwinkernde Kaiserin Lil Dagover in einem Meer von Schlagsahne, Rokokomusik und historischer Langeweile untergeht.“

„Der Günstling von Schönbrunn … ist unter allen Umständen ein interessantes Experiment. (…) Das Happy end gibt sich als gesprochener Dialog. An sich ist es durchaus richtig, einen ausgezeichneten Punkt so aus dem Fluß der Darstellung herauszuheben. Nur eben liegt die Kunst der Dialogführung noch völlig im argen. Um von der Unzulänglichkeit der technischen Reproduktion abzusehen: die Wirklichkeit des Tons vernichtet die des Bildstreifens. (…) Wie immer das Experiment ausgefallen ist, es ist sehens- und hörenswert.“

„Der Günstling von Schönbrunn – das war sicher einmal ein sehr reizvoller, stummer Film. Aufgebaut auf einer etwas dünnen, geradezu ausreichenden Handlung von Ladislaus Vajda, der von dem Recht jedes Lustspielautoren, die Historie nach seinem Belieben zurechtzuschneidern, sehr reichlich Gebrauch macht. Hinzu kommt eine liebenswürdige Darstellung mit wirklich schönen Menschen, hübsche Kostüme, gute Photographie… Da kam das Tonfilmfieber. Seine Folge war der Entschluß des Produzenten, den Film nachträglich zu „vertonen“. (…) Und da ist zu sagen: Tonfilm ist schon schwer, aber die nachträgliche Vertonung eines Films der völlig nah den Gesetzen des stummen Films gedreht wurde – das ist noch viel schwerer. (…) Herrn Petrovich fehlt zum Sänger nicht nur ein Gutteil Stimme, sondern er entdeckt in diesen Szenen in sich auch plötzlich den Hang zum leeren Pathos. Der Spielleiter Erich Waschneck … läßt den Star gewähren. (…) Waschneck stellt Lil Dagover mit Recht als Star heraus. Diese Frau verblüfft immer wieder durch ihren Charme, der jenseits aller bekömmlichen Filmlieblichkeit liegt. (…) Waschneck fehlt in seiner ganzen Regiearbeit der letzte große Schwung. er ist eine Idee zu nüchtern, vielleicht auch phantasielos. Er liefert sauberes, hochentwickeltes Kunstgewerbe.“

„Ein deutscher Tonfilm, an dem sie viel lernen ließe. Es gibt bereits in Stimme und Mienenspiel und optisch-akustischer Kammerwirkung schlechthin vollendete Aufnahmen (…) Rokoko ist in der Tat wie geschaffen für Tonfilm, Cimbala, Bratsche, Viola d’Amour, glockenhelles dünnes Lachen, Lispeln und Kichern, lauer Sachen, die der heutige Tonfilm schon ganz gut wiedergeben kann. (…) Zieht man die geschilderten Begleiterscheinungen ab, so bleibt ein normaler, recht gut inszenierter Stummfilm übrig, ein Film von lächerlichen k. und k. Amouren in Schönbrunn, sehr unhistorisch, aber mit Ausnahme von Operettensentimentalität und Operettenglück sehr graziös und vor allem von Lil Dagover, Vera Malinowskaja und Ivan Petrovich mit hinreißender Anmut gespielt.“

„Sogenannten historischen Filmen, die an Fürstenhöfen spielen, darf, ja muß man stets mit dem größten Mißtrauen begegnen. Was sich hier die meist jüdischen Filmregisseure mittels rasch aufgestiegenen willfährigen „Stars“ an dreisten Fälschungen und an lüsternen Gemeinheiten erlaubten, ist charakteristisch. Auf diesem Boden untergegangener Königsgeschlechter darf sich heute der Jude ungestraft austoben – früher wäre er deshalb mit Recht am Galgen gelandet. Schon der Untertitel, den sich der jüdische Regisseur [sic!] Erich Waschneck im Günstling von Schönbrunn leistet … ist eine echt jüdische Frechheit und lautet „Das galante Abenteuer einer Kurtisane“, womit keine Geringere als die Kaiserin Maria Theresia gemeint ist. (…) Die Stunde wird aber kommen, wo auch im Film Schund und Schmutz unmöglich sein wird.“

Karlheinz Wendtland resümierte: „Der Film scheiterte an der Unzulänglichkeit seiner Nachvertonung. Der Ton war teilweise zu leise, Dialogstellen wurden durch Geräusche und Musik fast unhörbar. Der Gesang Ivan Petrovichs war kläglich. Kurz nach der Premiere als ‘Tonfilm’ verschwand er und wurde als Stummfilm wieder in der Provinz aufgeführt, die sowieso noch nicht mit entsprechenden Geräten zum Abspielen des Tons ausgerüstet war.“